# Callicostella paludicola
Callicostella paludicola är en bladmossart som beskrevs av Brotherus 1906. Callicostella paludicola ingår i släktet Callicostella och familjen Hookeriaceae. Inga underarter finns listade i Catalogue of Life.